# Бруснички
Бруснички (до 1948 года Юляпуусти, фин. Yläpuusti) — упразднённый посёлок на территории Ларионовского сельского поселения Приозерского района Ленинградской области, часть посёлка Починок.

## Название
Ylä означает верхняя. Топоним Puusti, вероятно, происходит от русского слова пустошь.
В XIX веке деревня называлась Пертсюккя.

## История
Упоминается в 1745 году на карте Ингерманландии и Карелии как деревня Уляпустоне.

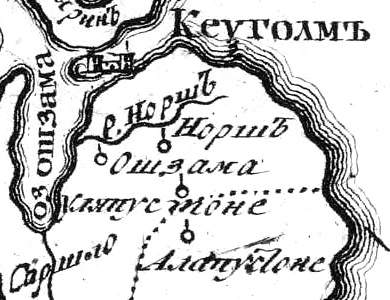
Деревня Уляпустоне на русской карте 1745 года

По переписи 1920 года на хуторах, составляющих Юляпуусти, проживали 348 человек.

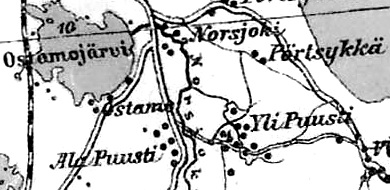
Деревня Юли Пуусти на финской карте 1923 года

До 1939 года деревня Юляпуусти входила в состав Кякисалмского сельского округа Выборгской губернии Финляндской республики. В 1939 году её население составляло 373 человека, из них мужчин было — 197, женщин — 176.
До Зимней войны жители деревни занимались преимущественно сельским хозяйством. В деревне была школа.
С января 1940 года — в составе Карело-Финской ССР.
С 1 августа 1941 года по 31 июля 1944 года финская оккупация.
С 1 ноября 1944 года, в составе Норсъйокского сельсовета Кексгольмского района Ленинградской области.
С 1 октября 1948 года учитывается, как посёлок Брусничка в составе Ларионовского сельсовета Приозерского района. 
С 1 февраля 1963 года — в составе Выборгского района.
С 1 января 1965 года — вновь в составе Приозерского района. В 1965 году население посёлка составляло 130 человек. 
В 1966 и 1973 годах посёлок Брусничка входил в состав Ларионовского сельсовета.
В 1980-е годы, в процессе укрупнения, был присоединён к посёлку Починок.
Согласно системе «Налоговая справка» современное название упразднённого посёлка — Бруснички.

## География
Посёлок расположен в северо-восточной части района на автодороге 41К-755 (подъезд к дер. Бруснички) к востоку от автодороги А121 «Сортавала» (Санкт-Петербург — Сортавала — автомобильная дорога Р-21 «Кола»). 
Расстояние до ближайшей железнодорожной станции Приозерск — 10 км.
Посёлок находится на правом берегу реки Луговая.